# Мімас (супутник)
Мімас (лат. Mimas, грец. Μίμᾱς) — десятий за віддаленістю від планети і сьомий за розміром природний супутник Сатурна, його відкрив Вільям Гершель у 1789 році. Він має сферичну форму. Діаметр 400 км. Радіус орбіти 185,5 тис. км. На супутнику присутній великий кратер, який має назву Гершель, діаметром 130 км. Це, найімовірніше, слід падіння велетенського метеорита. Як і більшість супутників Сатурна, складається з льоду, густина якого приблизно 1200—1400 кг/м³.
Назву «Мімас» запропонував Джон Гершель у 1847 році на честь Мімаса, сина Геї з грецької міфології.

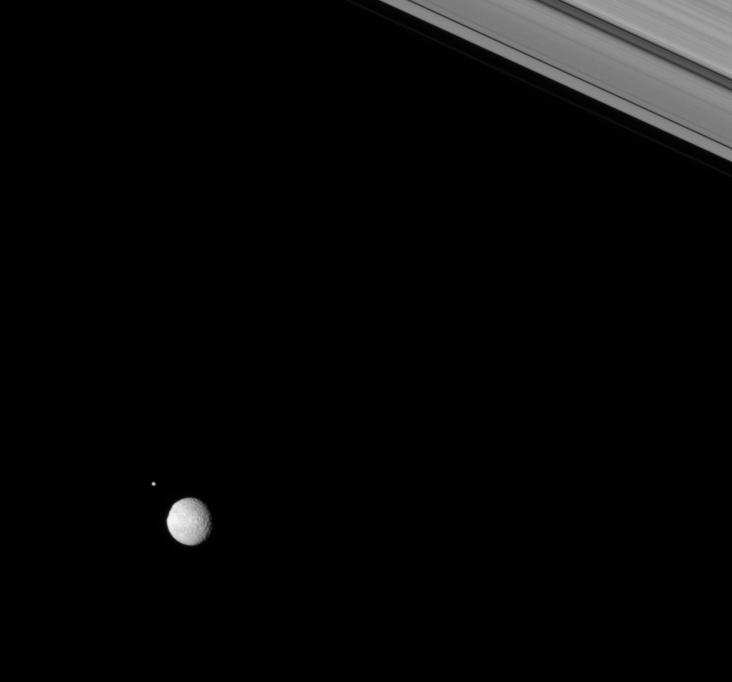
Мімас і Гелена (Гелена знаходиться за 192 тис. км позаду Мімаса), вгорі видно кільця Сатурна.

Через припливні сили Сатурна, які діють на супутник, Мімас не зовсім сферичний, його розміри супутника 414,8 × 394,4 × 381,4 км. Така неправильність форми добре помітна на фотографіях КА «Кассіні».
Відмінною рисою Мімаса є величезний ударний кратер Гершель діаметром 130 км, названий на честь відкривача супутника. Діаметр кратера становить майже третину діаметра Мімаса. Висота стінок кратера становить майже 5 км, найбільша глибина 10 км. Центральне підвищення підіймається на 6 км над рівнем дна кратера. Удар, від якого утворився кратер, як видно, мало не розколов супутника. Тріщини, помітні на протилежному боці Мімаса, ймовірно, утворені ударними хвилями, які пройшли крізь нього. На поверхні Мімаса також багато менших кратерів.
Щілина Кассіні, проміжок між двома найширшими кільцями Сатурна, утворилася через взаємодію з Мімасом.

## Дослідження
У 1979 році повз Сатурн пролетів космічний апарат «Піонер-11»; 1 вересня 1979 року він пройшов повз Мімаса, наблизившись до нього на мінімальну відстань 104 263 км. У 1980 році повз Мімас пролетів «Вояджер-1», а в 1981-му «Вояджер-2».
Орбітальний апарат «Кассіні» сфотографував Мімас, коли увійшов у орбіту Сатурна у 2004 році. Найближчий проліт стався 13 лютого 2010 року, коли «Кассіні» наблизився до Мімаса на відстань 9500 км.

## Галерея

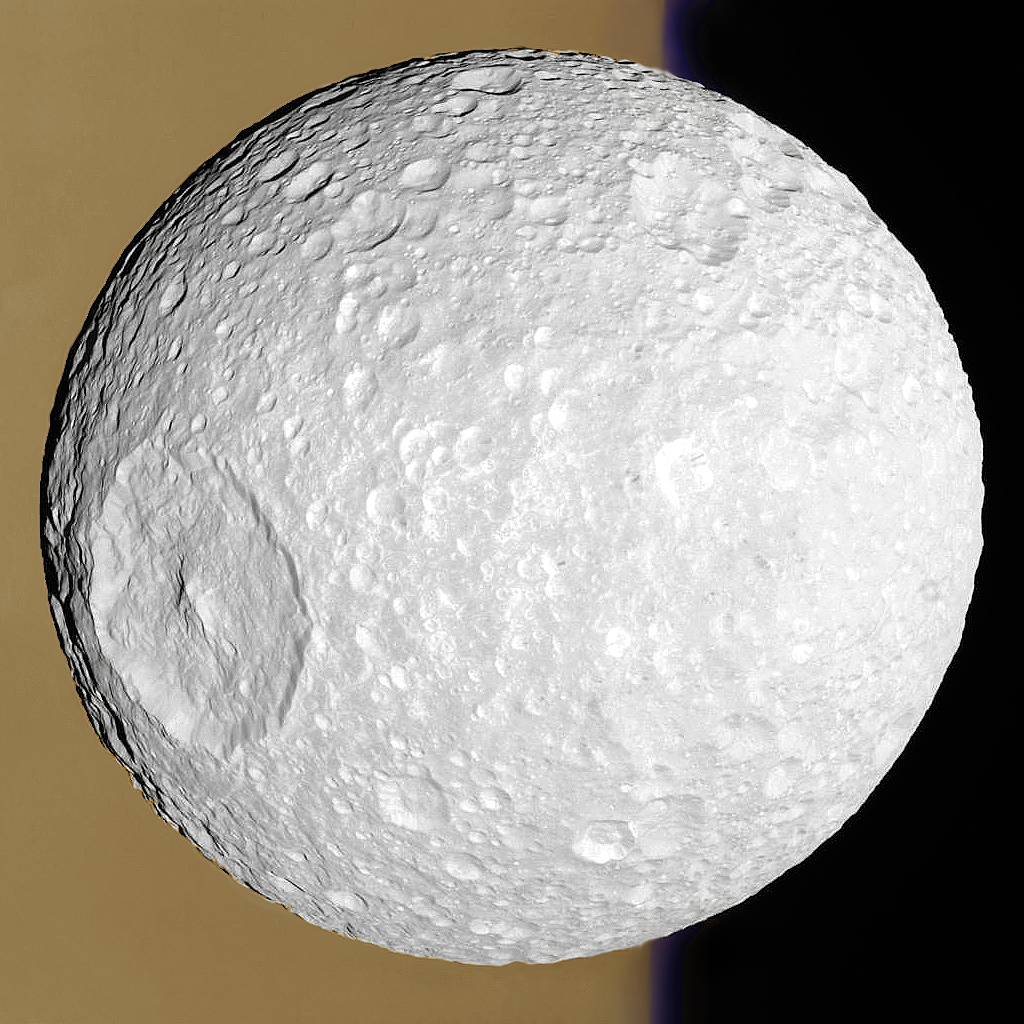
Мімас на фоні Сатурна, 13 лютого 2010 року (колір доданий в ч/б оригінал).
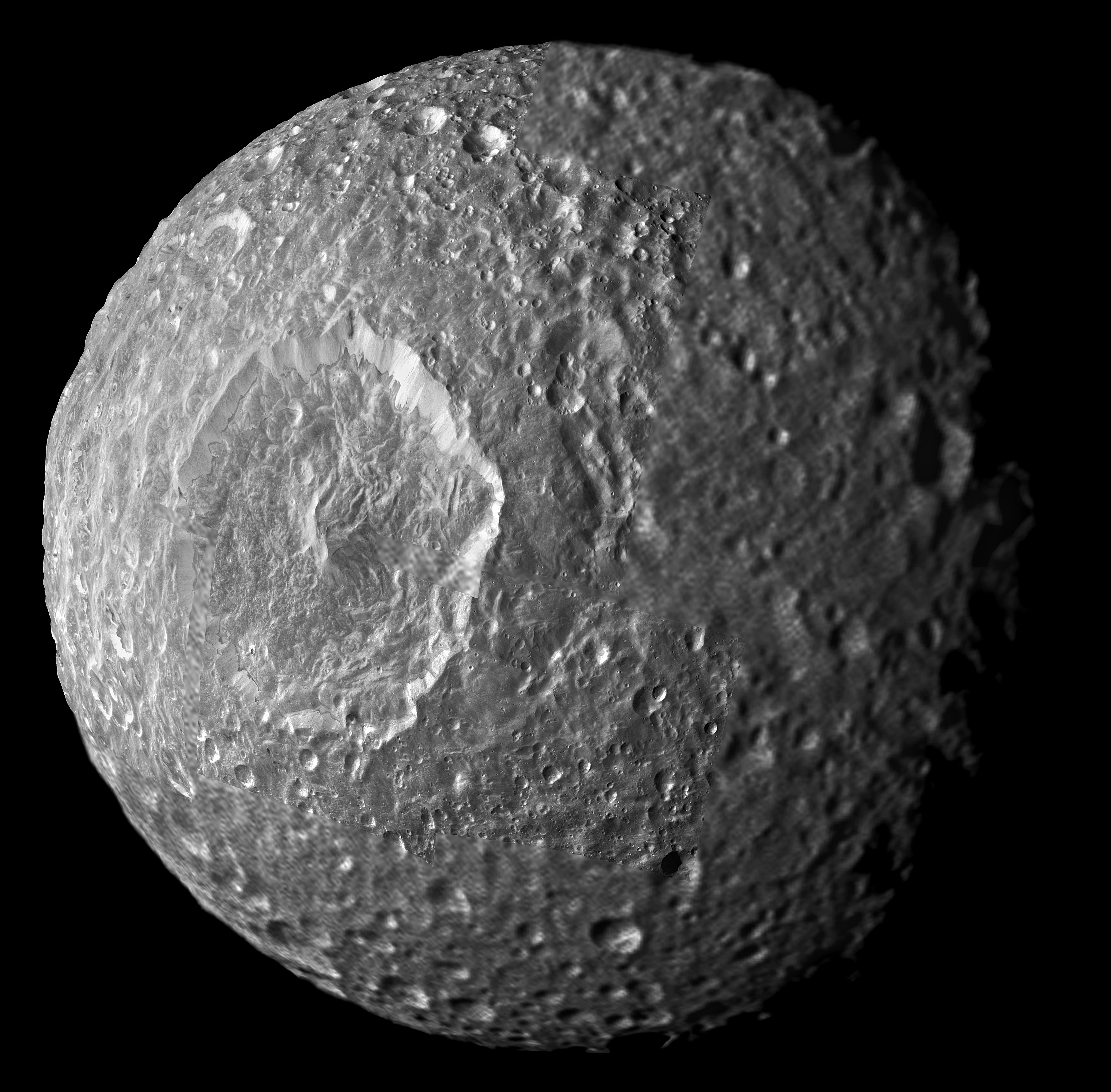
Мімас, мозаїчне зображення.
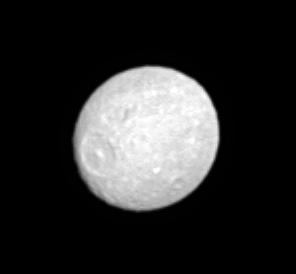
Мімас на фотографії, зробленій з «Кассіні». Добре помітна яйцеподібна форма супутника.
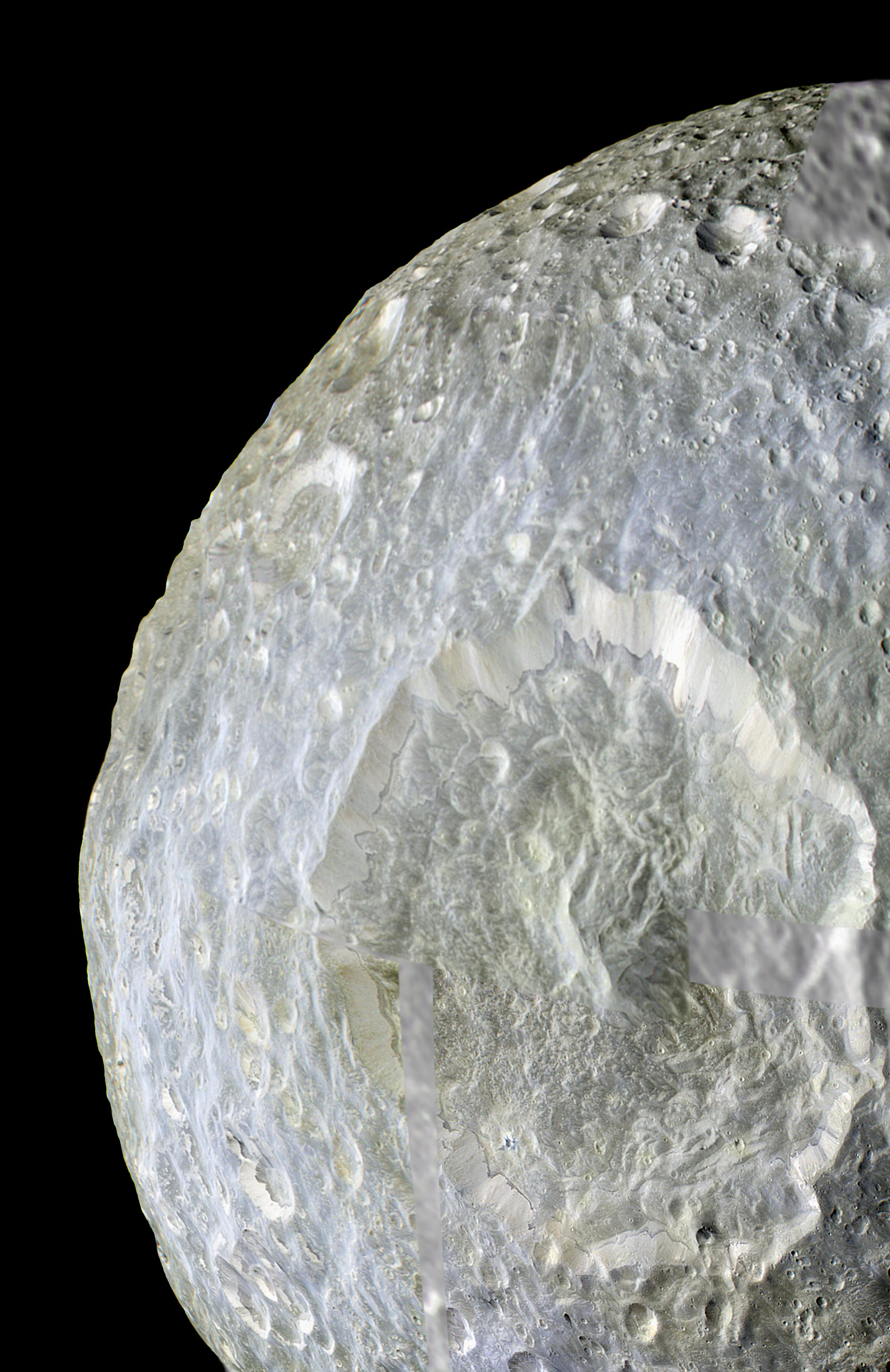
Тонкі колірні відмінності на Мімас (штучно сформовані кольори).
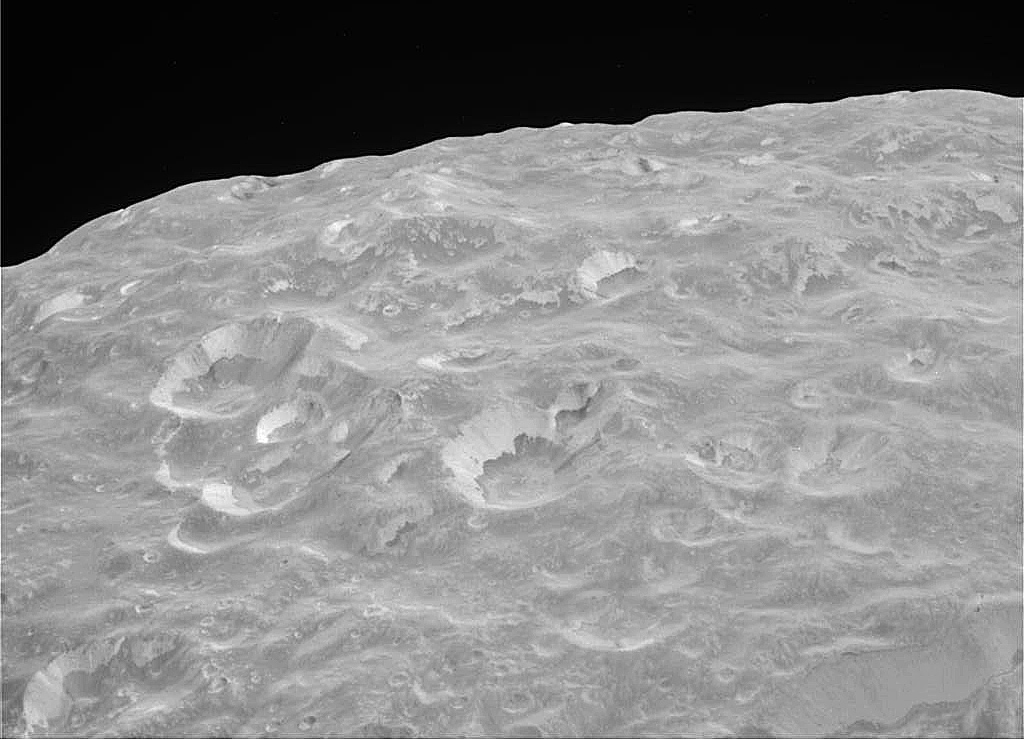
Зображення високої роздільної здатності, що демонструє можливості альбедо на стінках кратера (Гершель розташований у правому нижньому куті).
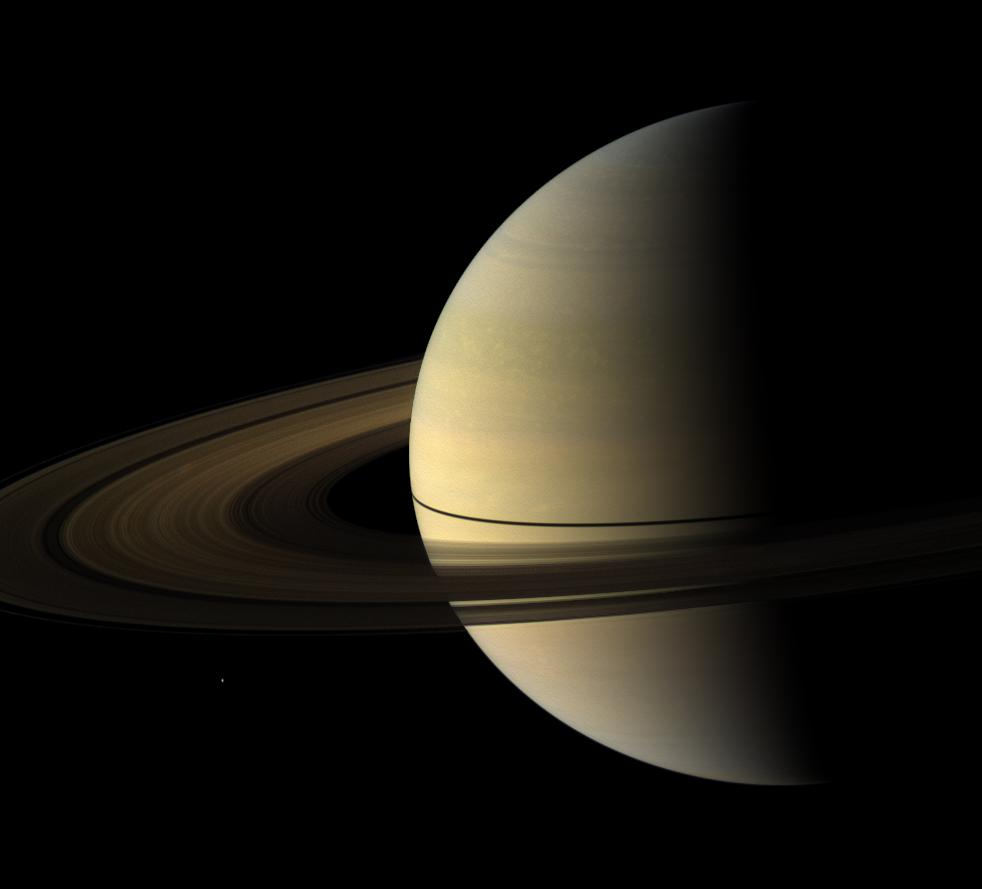
Мімас — крихітна біла цятка в лівому нижньому куті.
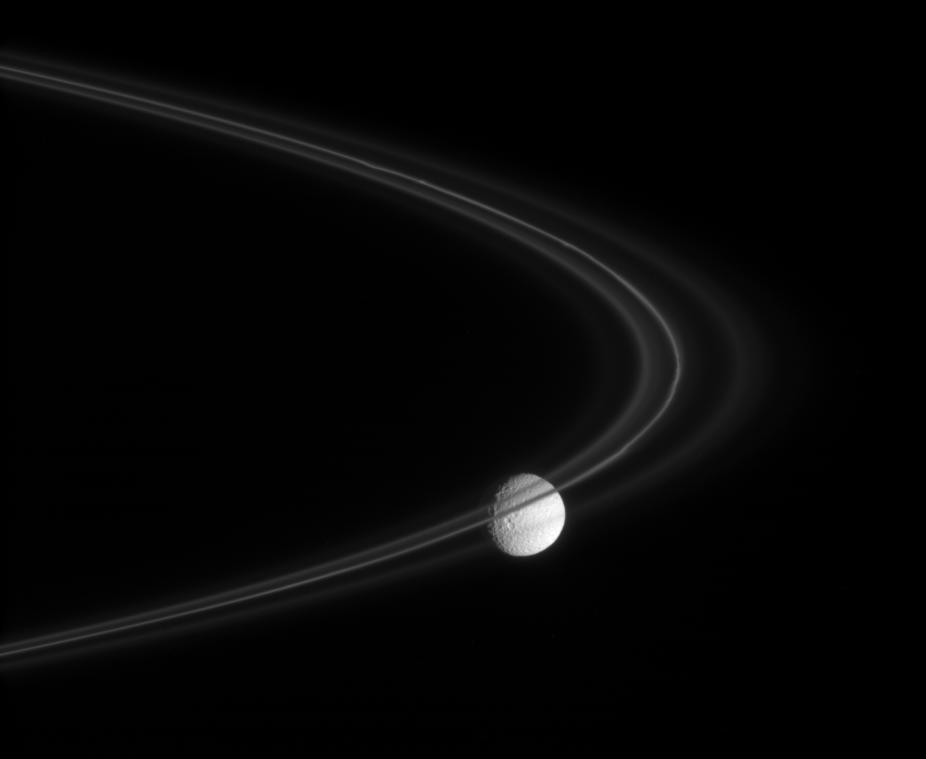
Мімас за Кільця F